# یوما فوناباشی
یوما فوناباشی (ژاپنی: 船橋 勇真؛ زادهٔ ۱۳ نوامبر ۱۹۹۷) یک بازیکن فوتبال اهل ژاپن است.
از باشگاه‌هایی که در آن بازی کرده‌است می‌توان به باشگاه ورزشی یوکوهاما اشاره کرد.